# Énguera
Énguera (en castellà i oficialment Enguera) és un municipi del País Valencià, capital de la comarca de la Canal de Navarrés.

## Geografia
Situat en el sector oest de la comarca, entre el Massís del Caroig i la Vall de Montesa. La superfície és molt accidentada, estant ocupada gairebé totalment per la serra d'Énguera. Les principals altures del terme són: Arenals (1.019 m), Matamoros (838 m), Albarra (826 m), Palmera (877 m), Arenas (819 m), tots ells vèrtex geodèsics de tercer ordre, i la Plana (618 m), vèrtex de segon ordre.
Les aigües del terme les recullen tres lleres principals: al nord, el riu Grande, que afluïx a l'Escalona i rep, entre d'altres, els barrancs del Ribasón, la Quarentena i dels Chatos; al centre està el riu Mínguez, que va al riu Sallent i recull els barrancs del Saitón, Barbas i Gallardo; i en el sector sud el barranc de Boquilla, que desemboca en el Cànyoles, recull els barrancs subsidiaris de Barrona, Toro, Falç, Parral, etc. La superfície no conreada està ocupada per pinedes i bosc baix.
La vila es troba en terreny lleugerament ondulat entre el barranc de la Mota i la muntanya del Piquet. El seu clima és mediterrani de transició, continentalitzat de l'altiplà, amb estius calorosos i hiverns freds que produïxen algunes nevades en la serra i fins i tot de vegades en el nucli urbà. S'hi accedix des de València, a través de l'A-7 prenent després la CV-590.
En el terme municipal d'Enguera es troba també el nucli de població de Navalón. De forma errònia, són molts els mapes que recullen els noms de Navalón de Dalt (la zona on es troba l'Església de NªSª de Betlem) i Navalón de Baix (un caseriu pròxim anomenat en realitat Cases de baix) Altres caserius adscrits a Navalón són El Puntal, Santich i les Cases de Requena.
El terme municipal d'Énguera limita amb les localitats següents: Anna, Xella, Bolbait, Quesa, Aiora, Almansa (Albacete), La Font de la Figuera, Moixent, Vallada, Montesa i amb un petit enclavament de Xàtiva.

## Història

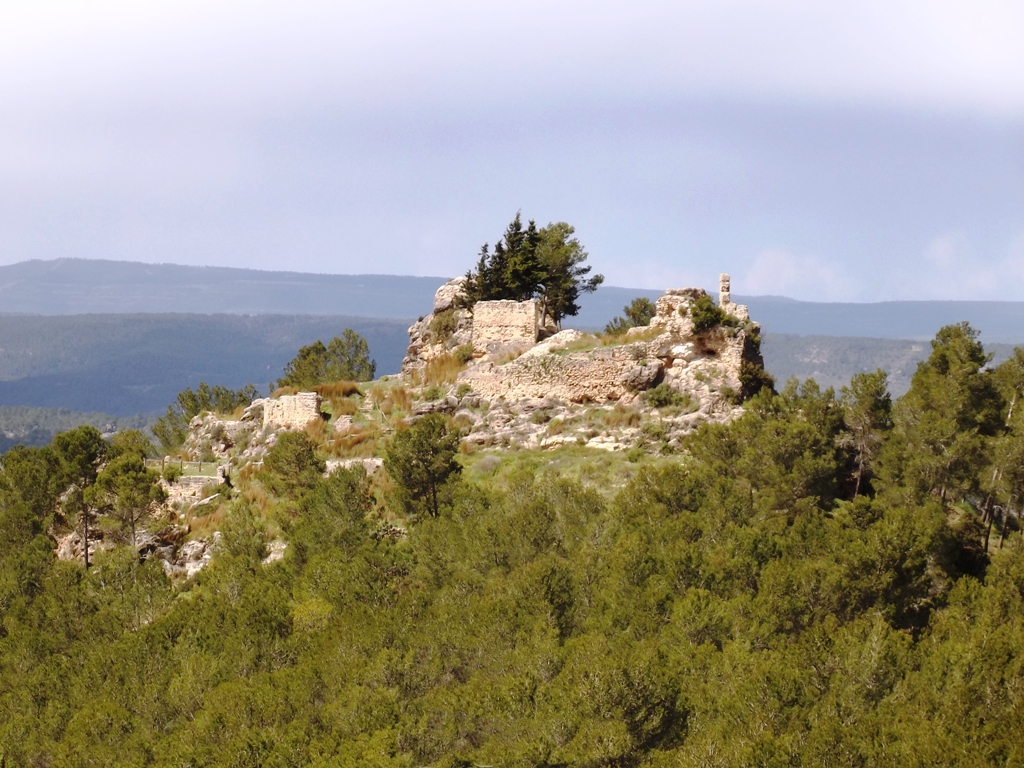
Castell d'Énguera

A més de l'aparició d'uns sílexs atípics en el Pla de Jesús, que podrien assenyalar una molt antiga ocupació humana del terme d'Énguera, existixen dades concretes de l'establiment humà a partir de l'Edat dels Metalls: del Neolític final o potser ja de començaments de l'Edat del Bronze són els objectes i els ossos humans, famosos en la Prehistòria de la península Ibèrica des que l'any 1875 van ser descoberts, a les coves de la Carrasquilla i de les Calaveres (anomenada també cova d'Énguera), de les Meravelles o dels Morts.
Durant l'edat del bronze, el territori enguerí va experimentar un període de poblament intens. No debades s'han descobert i estudiat un bon nombre de jaciments d'eixa cultura, entre altres el ric poblat de Castillarejo, pròxim a la cova d'Énguera.
De l'edat del ferro, representada per la cultura ibèrica, es coneix, a més d'alguna troballa de menor importància, l'interessant poblat situat en el tossal de Lucena.
A partir dels temps de l'emperador August, la població es va disseminar per les terres més planes, com es deduïx de les nombroses restes de viles rústiques que s'han anat descobrint. També s'han trobat restes d'època romana en la Cova del Niño i en els abrics de Bill, així com en diversos punts no localitzats del terme, entre els quals han de destacar-se unes monedes de les ceques de Celse i Carthago-Nova, de finals de la República i començaments de l'Imperi Romà. El territori, segons els tractats de Tudilén (1151) i Cazorla (1179), corresponia a la zona d'influència aragonesa. A pesar d'això, els castellans van ocupar la vila, amb l'oposició del rei Jaume I, qui reclamava els seus drets sobre el lloc.
En virtut del tractat d'Almizra (1244) es va incorporar al Regne de València definitivament. Expulsats els musulmans en 1248, el rei va cedir el senyoriu a Pelai Pérez Corretja, mestre de l'orde de Santiago d'Uclés. L'any 1394, Joan I va cedir diversos drets sobre la vila Pedro Maça de Lizana. El 1584, Felip II va concedir la vila a Miguel de Borja, passant després als comtes de Cervellón. En 1784 un terratrèmol va causar danys en la població, entre altres l'afonament de part de l'església. Durant les guerres carlines es van produir diverses accions en el terme.
El nom antic de la població era Énguera, nom que encara és usat pels pobles veïns, que alterna amb la variant Engra.

## Demografia
| Evolució demogràfica (des de 1877) Censos de població | Evolució demogràfica (des de 1877) Censos de població | Evolució demogràfica (des de 1877) Censos de població |
| ----------------------------------------------------- | ----------------------------------------------------- | ----------------------------------------------------- |
|                                                       |                                                       |                                                       |
|                                                       |                                                       |                                                       |
|                                                       | Font: Institut Nacional d'Estadística                 |                                                       |

| Població | 4.703 | 5.068 | 5.365 | 5.412 | 5.484 | 5.646 | 5.635 | n.d. | 5.895 | 5.902 | 5.900 | 5.968 | 5.903 | 5.872 |

## Economia
Els pilars bàsics són l'agricultura i en menor mesura la indústria i els serveis. En els últims anys els cultius agrícoles, especialment l'oliva, han adquirit més importància, encara que el component complementari o de segona activitat de l'agricultura és evident.
El turisme rural: càmpings, cases rurals, hotel, restaurants, etc. va guanyant importància. En l'extrem oposat la indústria. De la important indústria tèxtil de finals del segle xviii s'ha passat gairebé al no-res. Unes poques empreses sobreviuen. Molts dels seus habitants treballen en la indústria o en el sector serveis però en localitats properes com Canals, Ontinyent, Xàtiva o València.

## Política i govern

### Composició de la Corporació Municipal
El Ple de l'Ajuntament està format per 11 regidors des de 2019, dos menys que en 2015 a causa de la pèrdua de població. En les eleccions municipals de 26 de maig de 2019 foren elegits 5 regidors del Partit Socialista del País Valencià (PSPV-PSOE), 5 del Partit Popular (PP) i 1 de la Plataforma Civil Enguerina (Pl#CE).
| Eleccions municipals de 26 de maig de 2019 - Énguera                                                                           |                                          |                                     |                                     |        |          |          |
| Candidatura | Candidatura                              | Candidatura                         | Cap de llista                       | Vots   | Vots     | Regidors |
| | Partit Socialista del País Valencià-PSOE |                                     | Óscar Martínez Poquet               | 1.363  | 45,75%   | 5 (-2)   |
| | Partit Popular                           |                                     | Matilde Marín Palop                 | 1.205  | 40,45%   | 5 (-1)   |
| | Plataforma Civil Enguerina               |                                     | José Luis Aguilar Jiménez           | 393    | 13,19%   | 1 (+1)   |
| | Vots en blanc                            |                                     |                                     | 18     | 0,60%    |          |
| Total vots vàlids i regidors                                                                                                   | Total vots vàlids i regidors             | Total vots vàlids i regidors        | Total vots vàlids i regidors        | 2.979  | 100 %    | 11 (-2)  |
| | Vots nuls                                | Vots nuls                           | Vots nuls                           | 47     | 1,55%    |          |
| Participació (vots vàlids més nuls)                                                                                            | Participació (vots vàlids més nuls)      | Participació (vots vàlids més nuls) | Participació (vots vàlids més nuls) | 3.026  | 77,81%** |          |
| Abstenció | Abstenció                                | Abstenció                           | Abstenció                           | 863*   | 22,19%** |          |
| Total cens electoral | Total cens electoral                     | Total cens electoral                | Total cens electoral                | 3.887* | 100 %**  |          |
| Alcaldessa: Matilde Marín Palop (PP) (15/06/2019) Per majoria absoluta dels vots dels regidors (6 vots: 5 de PP i 1 de Pl#ce.) |                                          |                                     |                                     |        |          |          |
| Fonts: JEC, JEZ Xàtiva, M. Interior, Periòdic Ara. (* No són vots sinó electors. ** Percentatge respecte del cens electoral.)  |                                          |                                     |                                     |        |          |          |

### Alcaldes
Des de 2019 l'alcaldessa d'Énguera és Matilde Marín Palop de PP.
| Període                       | Alcalde o alcaldessa    | Partit polític | Data de possessió | Observacions |
| ----------------------------- | ----------------------- | -------------- | ----------------- | ------------ |
| 1979–1983                     | Enrique Sánchiz Simón   | PSPV-PSOE      | 19/04/1979        | --           |
| 1983–1987                     | Enrique Sánchiz Simón   | PSPV-PSOE      | 28/05/1983        | --           |
| 1987–1991                     | Enrique Sánchiz Simón   | PSPV-PSOE      | 30/06/1987        | --           |
| 1991–1995                     | Enrique Sánchiz Simón   | PSPV-PSOE      | 21/06/1991        | --           |
| 1995–1999                     | Enrique Sánchiz Simón   | PSPV-PSOE      | 17/06/1995        | --           |
| 1999–2003                     | Santiago Arévalo Llácer | PP             | 03/07/1999        | --           |
| 2003–2007                     | Santiago Arévalo Llácer | PP             | 14/06/2003        | --           |
| 2007–2011                     | Santiago Arévalo Llácer | PP             | 16/06/2007        | --           |
| 2011–2015                     | Santiago Arévalo Llácer | PP             | 11/06/2011        | --           |
| 2015–2019                     | Óscar Martínez Poquet   | PSPV-PSOE      | 13/06/2015        | --           |
| 2019-2023                     | Matilde Marín Palop     | PP             | 15/06/2019        | --           |
| Des de 2023                   | Matilde Marín Palop     | PP             | 17/06/2023        | --           |
| Fonts: Generalitat Valenciana |                         |                |                   |              |

## Monuments

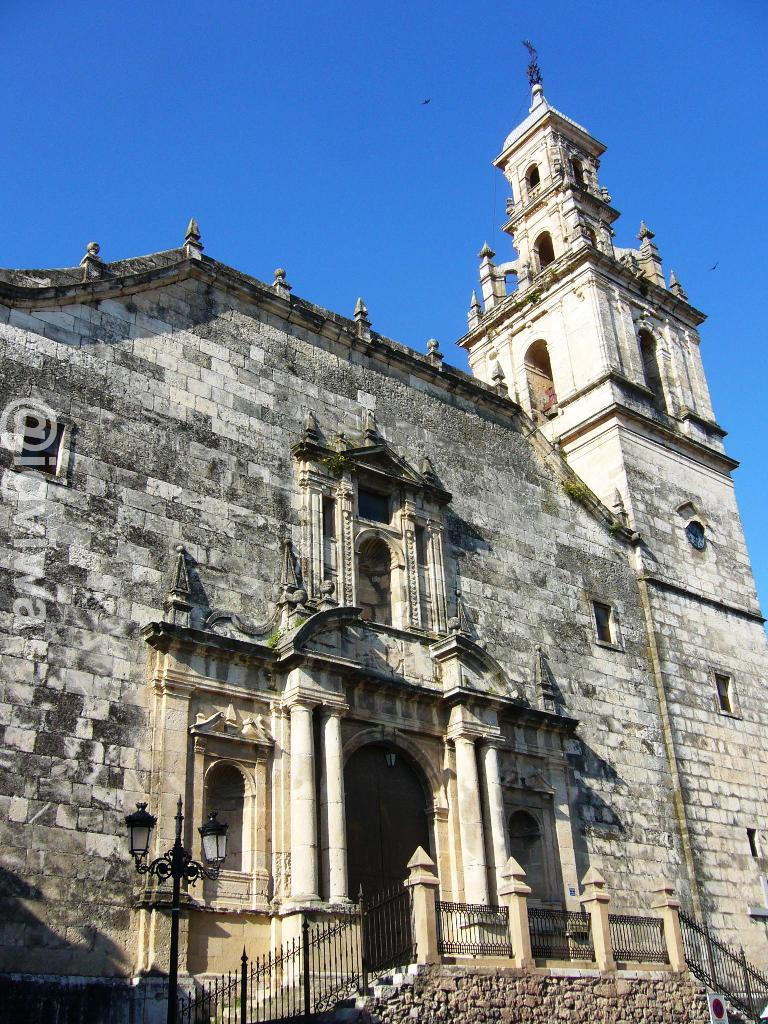
Església de sant Miquel Arcàngel

- Església Arxiprestal de Sant Miquel Arcàngel, declarada Bé d'Interès Cultural.
- Convent dels Carmelites Descalços
- Castell

## Festes locals
- Sant Antoni Abat. Se celebra el 17 de gener i en ella les tres famílies dels banderers de cada any repartixen caramels i joguines i la crema de la tradicional foguera.
- Falles. A càrrec de la comissió fallera "El Trampot"
- Festes patronals. Les festes patronals d'Énguera en honor de Sant Miquel i la Verge de Fàtima se celebren durant els últims dies de setembre i en elles els quintos i festers junts amb la festera major i el president visten de gal·la, color i música els carrers del poble. Se celebren una fira, bous en el carrer, concerts, processons, concursos gastronòmics, focs artificials, etc. Cal destacar l'ancestral presència de les danses enguerines, que no és sinó la mostra local de les danses o balls de plaça que des de fa segles són ballats en terres valencianes al so de dolçaina i tabalet. Des de la darreria del segle xix, estes danses s'interpreten amb un arranjament especial per a banda que les fa úniques, distintes i diferents a les conegudes en altres comarques veïnes. També a Enguera se celebra una festa única en el País, cada 1 de setembre es beneïx en l'església els rams de fonoll que engalanats pels més petits competixen pel més artístic durant la processó del protagonista Sant Gil.
- Sant Anton: Les Festes Sanantoneras se celebren en el mes de Gener, són unes de les Festes Populars més arriscades d'Énguera, on participa tot el poble. Es repartixen gran quantitat de Quilos de caramels i joguets.
- Sant Gil: Cada 1 de setembre se celebra una festa única, en què els xiquets d'Énguera lluïxen manolls de fenoll i els porten a Sant Gil, per tal que siguen beneïts a la Plaça de l'Església.
- Sant Miquel i la Mare de Déu de Fàtima: El dia 29 de Setembre se celebra a Énguera el dia de Sant Miquel i el 30 la Verge de Fàtima.
- Creu de Maig. L'1 de maig se celebren les creus de Maig. En la Font del Pla, hi ha l'única creu de fusta que hi ha a Énguera i que és revestida per flors, pels veïns del carrer.

## Persones il·lustres
- Manuel Tolsà (Énguera, 1757 - Ciutat de Mèxic, 1816), arquitecte i escultor.
- Pedro Sucías Aparicio (Énguera, 1844 - València, 1917), eclesiàstic i historiador.
- José Garnelo i Alda (Énguera, 1866 - Montilla, Andalusia, 1944), pintor valencià.
- Jaime Garnelo Fillol (Énguera, 1871 - València, 1899), pintor valencià.
- Manuel Ciges Aparicio (Énguera, 1873 – Àvila, 1936), escriptor, periodista i traductor.
- José María Albiñana Sanz (Énguera, 1883 - Madrid, 1936), metge i polític.